# 자유 팔레스타인 운동
자유 팔레스타인 운동은 시리아 팔레스타인인들의 무장 단체이자 공동체 조직으로, 야세르 카쉬라그라는 사업가가 이끌고 있으며 시리아 정부를 지지하는 단체이기도 하다. 단체는 2012년 이전까지 이스라엘의 존재를 부정하며 시리아와 가자 지구 내 팔레스타인인들을 위한 정치적 활동주의와 사회적 제도로 유명하다. 그러나 시리아 내전이 발발한 이후, 자유 팔레스타인 운동은 그들만의 무장단체를 조직했고, 여러 반군 단체에 맞서 공개적으로 시리아 정부를 위해 싸웠다.

## 역사

### 초기 활동
자유 팔레스타인 운동은 시리아에서 태어난 팔레스타인인 사업가였던 야세르 카쉬라그가 창립했다. 그는 레바논 국제연구기관, 시리아-팔레스타인 조사단체와 소규모 레바논 신문들을 운영하고 있다.w 더욱이, 야세르는 유대인들을 유럽으로 떠나야 할 "유럽 쓰레기의 앙금", "흉악한 살해자들 집단", "인간 중 오물들"이라 부를 정도로 반유대주의자로 알려져 있다. 그는 이스라엘과 팔레스타인이 공존할 이유가 없다고 언급하며 팔레스타인이 영토를 되찾아 세계에서 이스라엘 사람들을 사냥해 나가 그들의 학살에 대한 죄를 물어야 한다고 말했다. 시리아 정부와 친밀한 관계를 유지하고 있지만, 야세르는 헤즈볼라와의 연관성은 부정했다.
2003년 야세르가 다마스쿠스의 야르무크 수용소에서 정치적으로 활발해졌을 때 그는 그 스스로 제2차 인티파다를 지지했다. 그 이후 그는 시리아 팔레스타인인들에게 사회적 서비스를 제공하고 바트 정부를 지지하기를 촉구하는 자유 팔레스타인 운동이라는 공동체 조직을 수립했다. 대서양 의회의 톰 롤링스는 조직이 야세르의 정치적 야망을 위한 동력으로 작용하고 있다고 주장했다. 자유 팔레스타인 운동은 2010년부터 2011년까지 가자에서 자유 함대 II에 참여하기도 했다.

### 시리아 내전
시리아 내전이 발발한 직후, 자유 팔레스타인 운동은 친정부 무장단체를 모집해 2012년 알아크사 방위대라는 무장단체 조직을 수립했다. 알아크사 방위대는 다마스쿠스에서 주로 활동하고 있으며, 2016년 또다른 친정부 무장단체인 파타 인티파다와 비공식적인 권력분배 합의를 맺기도 했다. 이 합의에 따르면, 야세르 카쉬라크는 자유 팔레스타인 운동의 야르무크 수용소에 있는 최전선의 일부에 파타 인티파다를 투입하는 대가로 파타 인티파다의 부차적인 돈을 대 주는 것이 포함되어 있었다. 이 결과 야세르와 자유 팔레스타인 운동은 팔레스타인 디아스포라에서 큰 상징적 중요성을 가지는 야르무크의 방어자라는 가치있는 정치적 자본을 얻을 수 있었으며, 파타 인티파다는 더 많은 자금을 획득할 수 있었다. 이후 자유 팔레스타인 운동은 야르무크 수용소에 주둔한 이라크 레반트 이슬람 국가 전투원들과 싸우기 시작했다. 대표적인 전투에는 다마스쿠스 남부 공세가 포함된다. 리프디슈마크 공세 당시 자유 팔레스타인 운동의 전투원들은 하라스타와 알샤구르 같은 다마스쿠스 교외 지역에서도 ISIL과 접전을 벌였다.
자유 팔레스타인 운동의 활동이 다마스쿠스에 집중되어 있지만, 조직은 시리아의 다른 지역에도 병력을 파견 중이다. 2013년 5월 당시 자유 팔레스타인 운동과 연계되어 있는 아브드 알카디르 알후사이니 대대는 헤론 산의 이스라엘 방위군의 거점에 박격포 2발을 발사하기도 했다. 이러한 교전활동은 나크바의 날에도 발생했다. 자유 팔레스타인 운동의 병력은 2017년 말 하마 주에서도 활동했고, 데이르에조르 전투에도 참여했다.